# Еліс Меетуа
Еліс Меетуа (ест. Elis Meetua; нар. 20 червня 1979, Естонська РСР) — естонська футболістка, воротар та захисниця. Виступала за жіночу збірну Естонії.

## Життєпис
Протягом більшої частини кар'єри виступала за «Пярну», а також зіграла 63 матчі за національну збірну Естонії. У 2001 році виступала за «Аякс Ласнамяе». У своїх перших сезонах у 1995 та 1996 роках вона все ще грала в захисті, пізніше перейшла на ворота і відтоді стала номером 1 у воротах Естонії, за винятком декількох періодів. Разом з командою 12 разів вигравала чемпіонат Естонії.